# Henri Schnadt
Henri Schnadt (* 7. Mai 1965) ist ein ehemaliger luxemburgischer Radrennfahrer und nationaler Meister im Radsport.

## Sportliche Laufbahn
Schnadt war im Straßenradsport und im Querfeldeinrennen (heutige Bezeichnung Cyclocross) aktiv.
1985 startete er für Luxemburg bei den UCI-Straßen-Weltmeisterschaften der Amateure und wurde beim Sieg von Lech Piasecki 61. des Rennens. Zuvor war er zweimal bei den UCI-Straßen-Weltmeisterschaften der Junioren im Straßenrennen am Start und belegte 1983 den 10. Platz.
Schnadt gewann 1985 die nationale Meisterschaft im Straßenrennen der Amateure vor. In der Meisterschaft im Querfeldeinrennen wurde er Vize-Meister.